# Seo Eun-soo
Seo Eun-soo (Hangul: 서은수, RR: Seo Eun-su), es una actriz surcoreana.

## Biografía
Estudió actuación en la Universidad Nacional de Artes de Corea (en inglés: "Korea National University of Arts").

## Carrera
Es miembro de la agencia UL Entertainment (UL엔터테인먼트).
En el 2016 se unió al elenco recurrente de la serie Don't Dare to Dream donde interpretó a Lee Hong-dan, la joven madrastra de Pyo Na-ri (Gong Hyo-jin) y Pyo Chi-yeol (Kim Jung-hyun).
Ese mismo año se unió al elenco recurrente de la serie Dr. Romantic (también conocida como "Romantic Doctor, Teacher Kim"), donde dio vida a Woo Yeon-hwa, un miembro de la limpieza del Hospital Doldam.
El 3 de junio del 2017 se unió al elenco principal de la serie Duel, donde interpretó a la reportera Ryu Mi-rae, hasta el final de la serie el 23 de julio del mismo año.
El 2 de septiembre del mismo año se unió al elenco principal de la serie My Golden Life, donde dio vida a Seo Ji-soo, quien crece dentro de una familia modesta como la hermana gemela de Seo Ji-an (Shin Hye-sun), pero cuyo nombre verdadero es Choi Eun-seok, miembro de una familia adinerada y la hermana menor de Choi Do-kyung (Park Si-hoo), hasta el final de la serie el 11 de marzo del 2018.
El 22 de agosto del 2018 se unió al elenco secundario de la película On Your Wedding Day, donde interpretó a Park Min-kyung, la exnovia de Hwang Woo-yeon (Kim Young-kwang).
El 3 de octubre del mismo año se unió al elenco recurrente de la serie The Smile Has Left Your Eyes, donde interpretó a Baek Seung-ah, una joven proveniente de una familia acomodada y la mejor amiga de Yoo Jin-kang (Jung So-min), quien muere en un accidente automovilístico.
El 31 de octubre del mismo año se unió al elenco principal de la serie web Top Management ,donde dio vida a Yoo Eun-sung, la gerente de "SOUL", hasta el final de la serie el 16 de noviembre del mismo año.
En diciembre del mismo año se anunció que se había unido al elenco principal del remake de la serie japonesa Legal High, donde da vida a Seo Jae-in, una abogada novata que cree en la ley y la justicia. La serie se estrenó en 2019.
En agosto del mismo año realizó una aparición especial en la serie Hotel Del Luna, donde da vida a Verónica, la novia de Sanchez (Jo Hyun-chul).
En agosto del 2020 se unió al elenco principal de la serie Missing: The Other Side (también conocida como "Missing: They Were There") donde interpretó a Choi Yeo-na, una joven que desaparece misteriosamente un mes antes de su boda con el detective Seo Eun-soo (Ha Joon) y termina en la misteriosa ciudad Duon, hasta el final de la serie el 11 de octubre del mismo año.

## Filmografía

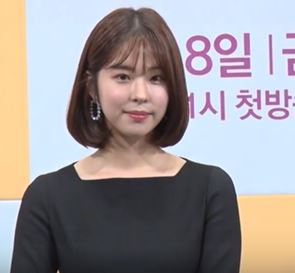
Seo Eun-soo durante la conferencia de prensa de la serie "Legal High" en febrero del 2019.

### Series de televisión
| Año     | Título                        | Personaje                       | Canal           | Notas                      | Ref.          |
| ------- | ----------------------------- | ------------------------------- | --------------- | -------------------------- | ------------- |
| 2016    | Don't Dare to Dream           | Lee Hong-dan                    | SBS             |                            | [ 11 ]        |
| 2016    | Dr. Romantic                  | Woo Yeon-hwa                    | SBS             |                            | [ 11 ]        |
| 2017    | Duel                          | Ryu Mi-rae                      | OCN             | 16 episodios               | [ 3 ]         |
| 2017-18 | My Golden Life                | Seo Ji-soo / Choi Eun-seok      | KBS2            | 52 episodios               | [ 12 ]        |
| 2018    | The Smile Has Left Your Eyes  | Baek Seung-ah                   | tvN             | 4 episodios                |               |
| 2018    | Top Management                | Yoo Eun-sung                    | YouTube Premium | 16 episodios - (serie web) |               |
| 2019    | Legal High                    | Seo Jae-in                      | jTBC            | 16 episodios               | [ 13 ]        |
| 2019    | Hotel Del Luna                | Verónica                        | tvN             | Cameo - ep. 11             |               |
| 2020    | Itaewon Class                 | Solicitante de Empleo en DanBam | jTBC            | Cameo - ep. 6              | [ 14 ]        |
| 2020    | Shall We Eat Dinner Together? | Azafata                         | MBC             | Cameo - ep. 1-2            |               |
| 2020    | Missing: The Other Side       | Choi Yeo-na                     | OCN y tvN       | 12 episodios               |               |
| 2022    | Cómo desbloquear a mi jefe    | Jung Se-yeon                    | ENA             | 12 episodios               | [ 15 ]        |
| 2024    | Chief Detective 1958          | Lee Hye-joo                     | MBC             | 10 episodios               | [ 16 ] [ 17 ] |

### Películas
| Año  | Título                           | Personaje      | Notas                                                                             | Ref.   |
| ---- | -------------------------------- | -------------- | --------------------------------------------------------------------------------- | ------ |
| 2018 | On Your Wedding Day              | Park Min-kyung | Junto a Park Bo-young, Kim Young-kwang, Kang Ki-young, Song Jae-rim y Shin So-yul |        |
| 2022 | Kingmaker                        | Soo Yeon       | Junto a Sol Kyung-gu y Lee Sun-kyun.                                              | [ 18 ] |
| 2022 | The Witch: Part 2. The Other One | Jo-hyun        | Junto a Shin Si-ah, Jo Min-su y Park Eun-bin.                                     | [ 19 ] |

### Programas de variedades
| Año        | Programa                      | Notas                                        |
| ---------- | ----------------------------- | -------------------------------------------- |
| 2018       | 4 Wheeled Restaurant Season 2 | 11 episodios - miembro (asistente de cocina) |
| 2018, 2019 | Running Man                   | (ep. 405) - invitada                         |

### Anuncios
| Año  | Programa                        | Notas |
| ---- | ------------------------------- | ----- |
| 2015 | Festival de Jazz Ole KT Jarasum |       |
| 2016 | Bacchus "Ahkkija Me"            |       |

## Premios y nominaciones
| Año  | Premio                   | Categoría               | Serie          | Resultado | Ref.          |
| ---- | ------------------------ | ----------------------- | -------------- | --------- | ------------- |
| 2017 | 2nd Asia Artist Award    | Premio Rising Star      | -              | Ganadora  | [ 25 ]        |
| 2017 | 31st KBS Drama Award     | Mejor actriz revelación | My Golden Life | Nominada  |               |
| 2018 | 54th Baeksang Arts Award | Mejor actriz revelación | My Golden Life | Nominada  |               |
| 2018 | 11th Korea Drama Award   | Mejor actriz revelación | My Golden Life | Ganadora  | [ 26 ] [ 27 ] |